# Curtisiaceae
Classification APG III (2009)
Famille
La petite famille des Curtisiaceae regroupe des plantes dicotylédones ; elle ne comprend qu'un seul genre Curtisia constitué de une à deux espèces.
Ce sont  des arbres à feuilles persistantes originaires d'Afrique du Sud.

## Étymologie
Le nom vient du genre type Curtisia, nommé en hommage au botaniste, pépiniériste et entomologiste britannique William Curtis (1746-1799), qui était directeur du jardin botanique de Chelsea, fondateur  et rédacteur en chef du Curtis's Botanical Magazine, créé en 1787, qui devint « The Kew Magazine » de 1984 à 1994 avant de reprendre son nom originel.

## Classification
Le site Angiosperm Phylogeny Website rapproche les Curtisiaceae des Grubbiaceae.
En classification classique de Cronquist (1981) cette famille n'existe pas et ces plantes sont assignées à la famille des Cornaceae.

## Liste des genres
Selon NCBI (24 juin 2010), Angiosperm Phylogeny Website (24 juin 2010) et DELTA Angio (24 juin 2010) :
- Curtisia

## Liste des espèces
Selon NCBI (24 juin 2010) et Angiosperm Phylogeny Website (24 juin 2010) :
- genre Curtisia
  - Curtisia dentata